# 大作山
大作山（おおさくやま）は、福島県福島市飯坂町にあり、奥羽山脈に位置する標高567.6メートルの山。

## 概要
ドーム型の特徴的な山の形をしており、福島市飯坂地域のシンボルとも言える名山のひとつである。飯坂温泉町の北西およそ3キロに位置する。福島市飯坂地域を含めた福島市内の信夫山以西の立地であればあらゆる場所で大作山を眺めることができる。

## 施設
- すりかみ浄水場

麓の丘陵地には、福島地方水道用水供給企業団の施設で、阿武隈川水系摺上川を水源とする特定多目的ダムとして、福島県中通りの北部（3市3町）に送水を行っている。

## 地名
福島市飯坂町の字名としても使用されている（飯坂町字大作山）。